# هاویستین
هاویستین یکی از روستاهای استان آذربایجان شرقی است که در دهستان هرزندات شرقی بخش مرکزی شهرستان مرند واقع شده‌است.